# کانامایسین ای
کانامایسین ای (به انگلیسی: Kanamycin A) یا به صورت ساده کانامایسین یک آنتی‌بیوتیک از دسته آمینوگلیکوزیدها است.
اشکال دارویی: آمپول

## موارد مصرف
بیشتر درمان موضعی گرم منفی‌ها و سایر باکتریهای حساس

## مکانیسم اثر
همه آمینوگلیکوزیدها با اتصال به ریبوزوم مانع سنتز پروتئین در باکتری می‌شوند در نتیجه اثر باکتریسیدی دارند. نفوذ این داروها به درون پوشش سلول‌های باکتریایی وابسته به اکسیژن می‌باشد و به همین دلیل بر روی بی هوازیهای مطلق اثر ناچیزی دارند.

## موارد منع مصرف
- آلرژی مفرط به دارو و سایر آمینوگلیکوزیدها.

## عوارض جانبی
- مسمومیت شنوایی (اتوتوکسیسیتی)، مسمومیت کلیوی (نفروتوکسیسیتی)، دهلیز شنوایی، عصبی: سردرد، دپرسیون تنفسی.